# Amsterdamse Combino's

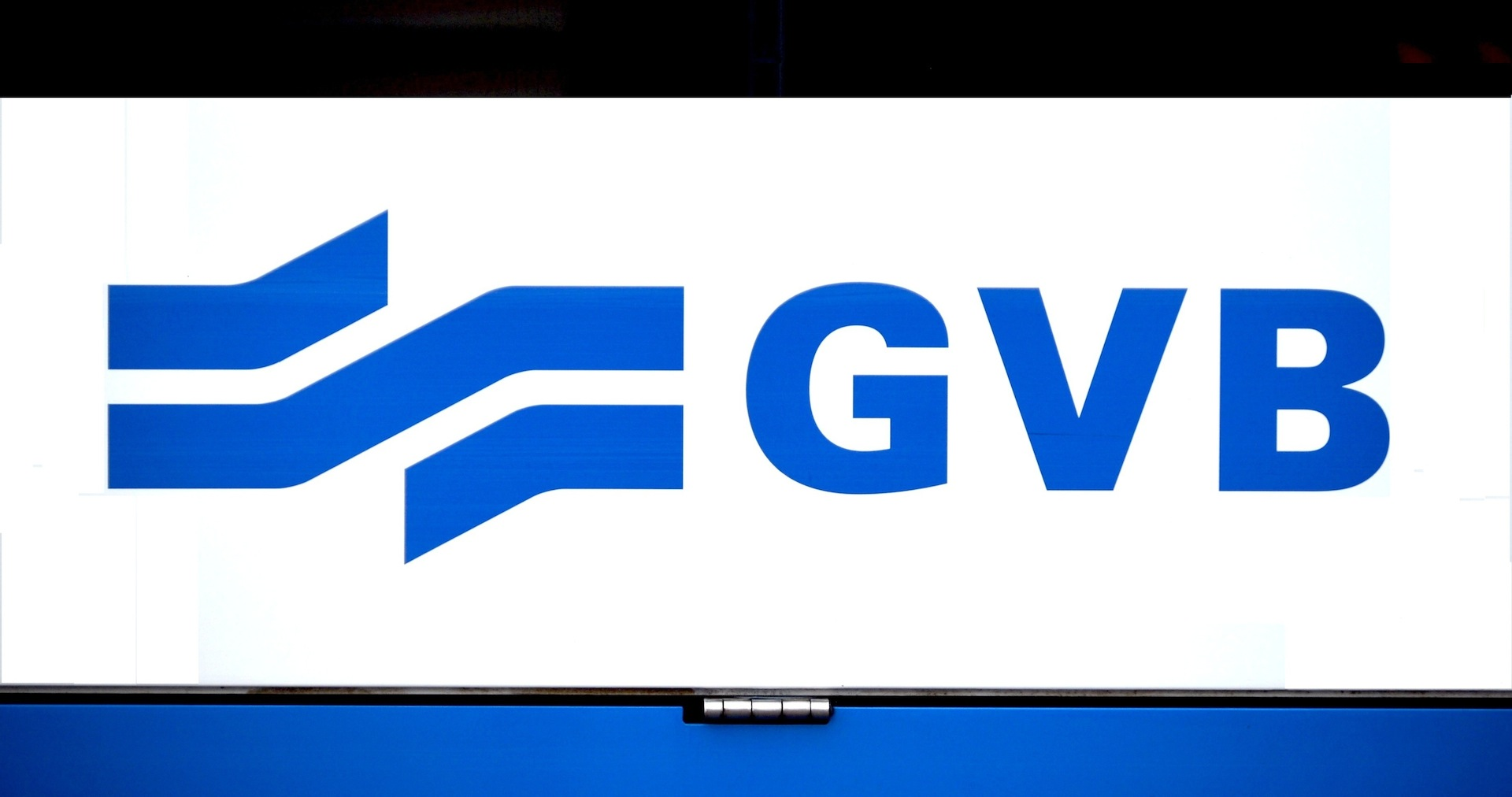
Logo GVB op Combino.

De Amsterdamse Combino is een serie van 155 lagevloertrams van fabrikant Siemens Mobility, die sinds 2002 dienstdoet in Amsterdam bij het GVB. Sinds half 2021 zijn ze de oudste dienstvaardige trams van Amsterdam.

## Beschrijving

### Keuze voor aanschaf
Bij de Amsterdamse tram werd eind jaren negentig na een aanbestedingsronde de keuze voor nieuwe lagevloertrams bepaald op het type Combino. In 1999 werd er proefgereden met een prototype en in 2000 reed Combino 410 uit Potsdam met de naam "Amsterdam" op proef. In plaats van verder proef te rijden met een kleine protoserie werd meteen een grote serie van 95 stuks besteld. Oorspronkelijk was het de bedoeling dat het GVB en de RET samen trammaterieel zouden bestellen: Amsterdam had 95 nieuwe trams nodig en Rotterdam 60. De RET koos echter voor de Citadis. Later bestelde GVB nog eens 60 trams.
Aanvankelijk zouden er 25 stuks voor de IJtram worden besteld (aangeduid als serie 13G met de nummers 842-866) en 70 stuks voor het stadsnet (aangeduid als serie 14G met de nummers 921-990). Na de bijbestelling van nog 60 wagens besloot men de nieuwe lagevloertrams niet de nummers 842-866 en 921-1050 te geven maar de nummers 2001-2151 waarbij het nummer 2001 verwees naar het jaartal van aflevering van de eerste wagen. De 25 voor de IJtram bestelde wagens, waarbij het enige verschil de aanwezigheid van het beveiligingssysteem voor de Piet Heintunnel is, kregen hierbij de hoogste nummers toebedeeld, maar werden wel aansluitend genummerd.
Voorts kwamen er vier exemplaren die als tweerichtingsvoertuig, met deuren aan beide zijden behalve in de kopbakken en afwijkend interieur, werden uitgevoerd voor lijn 5. Deze kregen geen conducteurscabine en werden om verwarring te voorkomen in een aparte serie met de nummers 2201-2204 ondergebracht. De gehele order had een waarde van ƒ 3,2 miljoen per stuk bij 95 trams en € 220 miljoen voor de totale order van 155 trams.
De gehele serie Combino's werd geleverd in de jaren 2001-2005. Parallel daarmee gingen alle resterende trams van de series 725-779 en serie 602-724 buiten dienst. In het voorjaar van 2004 werd afscheid genomen van deze typisch Amsterdamse trams.

### Kenmerken

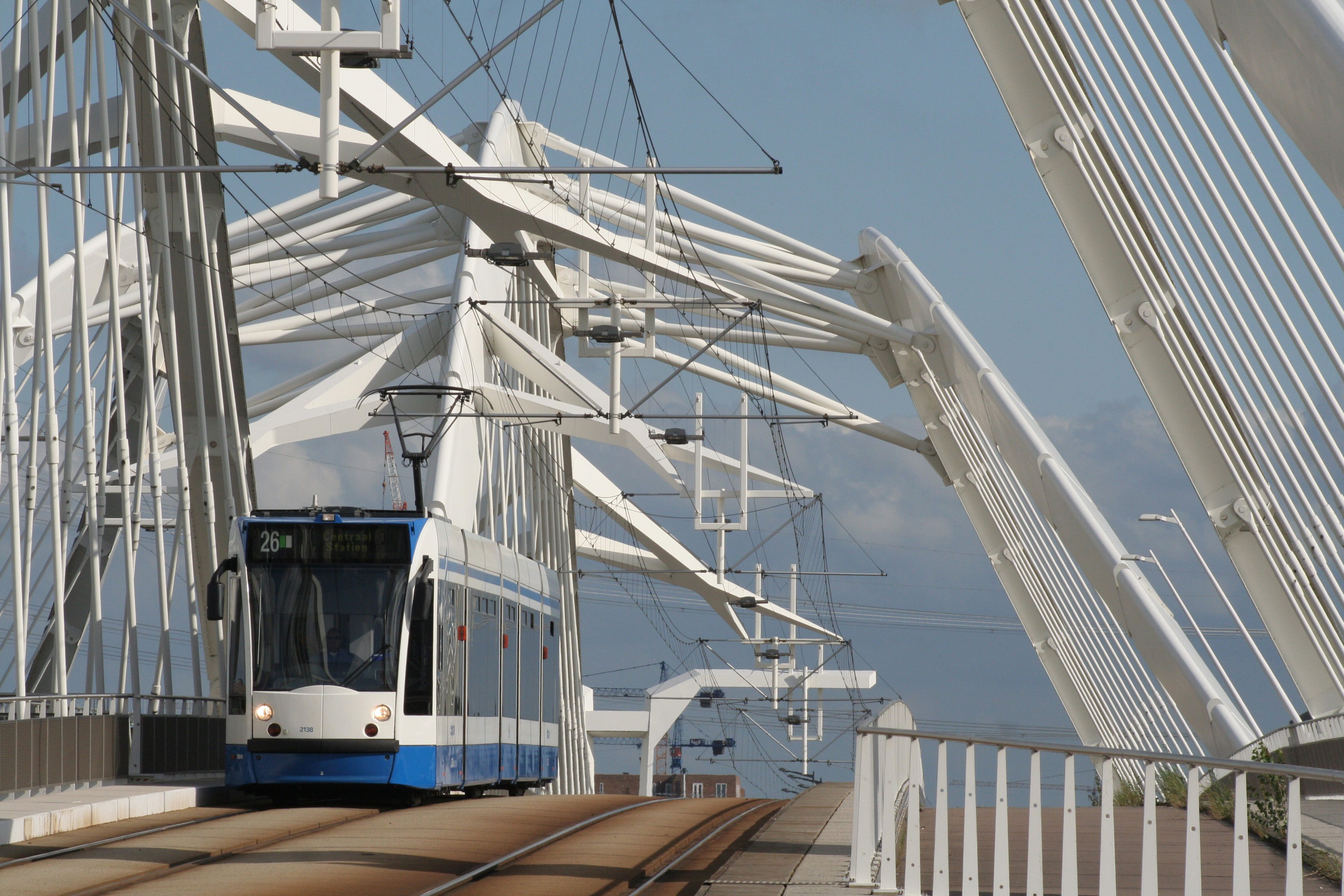
Combino op de IJtram onderweg op de Enneüs Heermabrug bij IJburg.

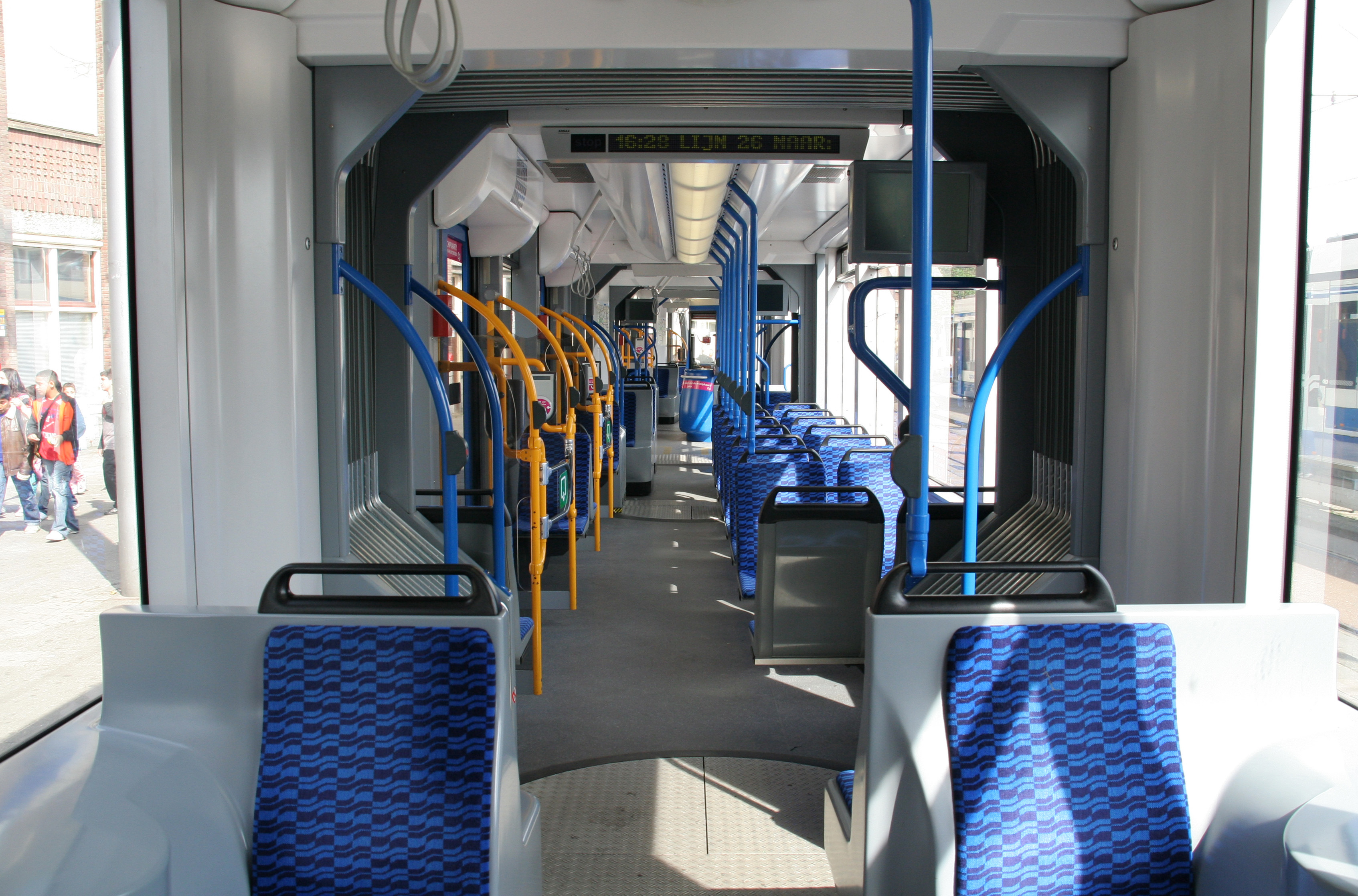
Interieur van de Combino.

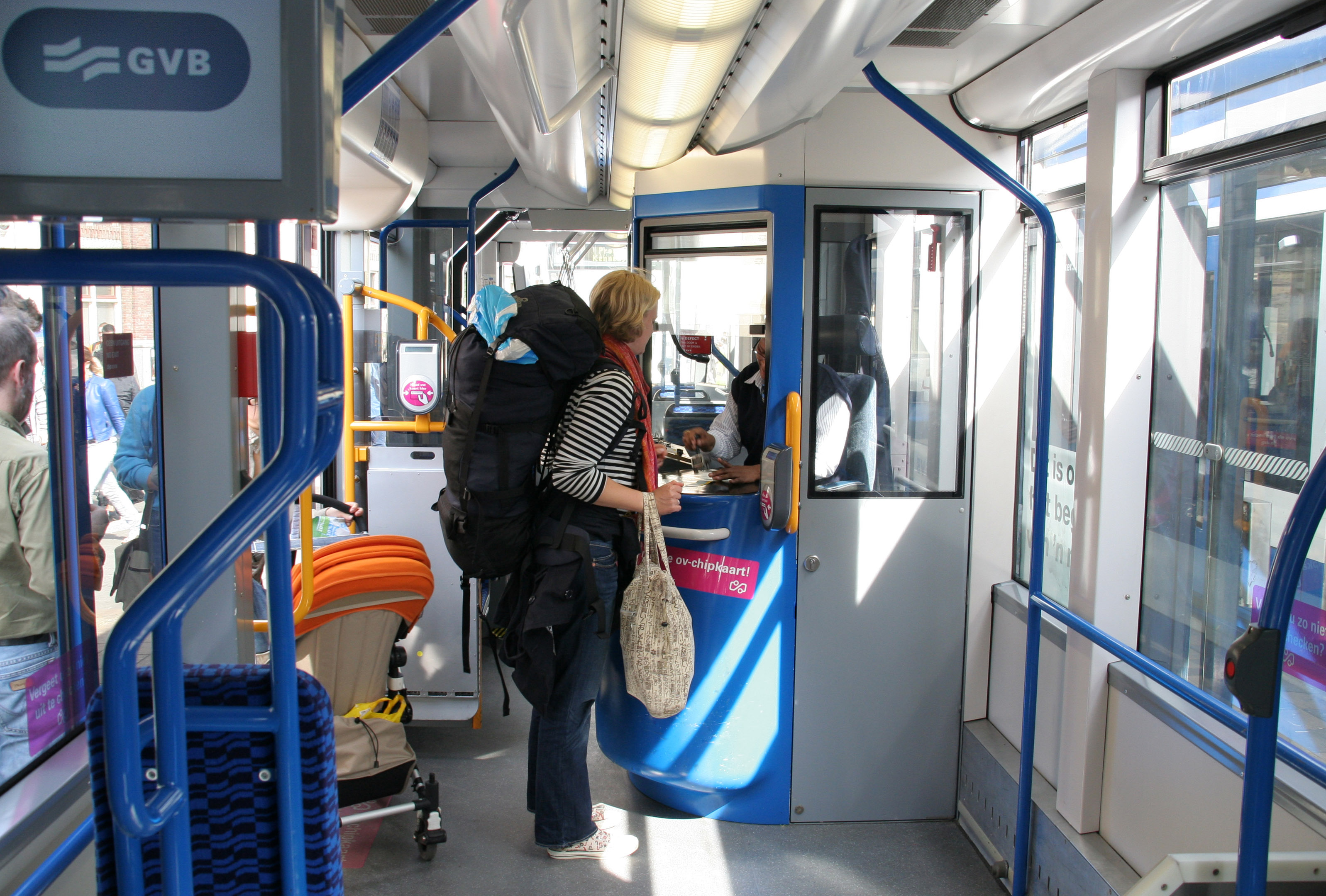
De conducteur zit achter in de vierde bak van de tram.

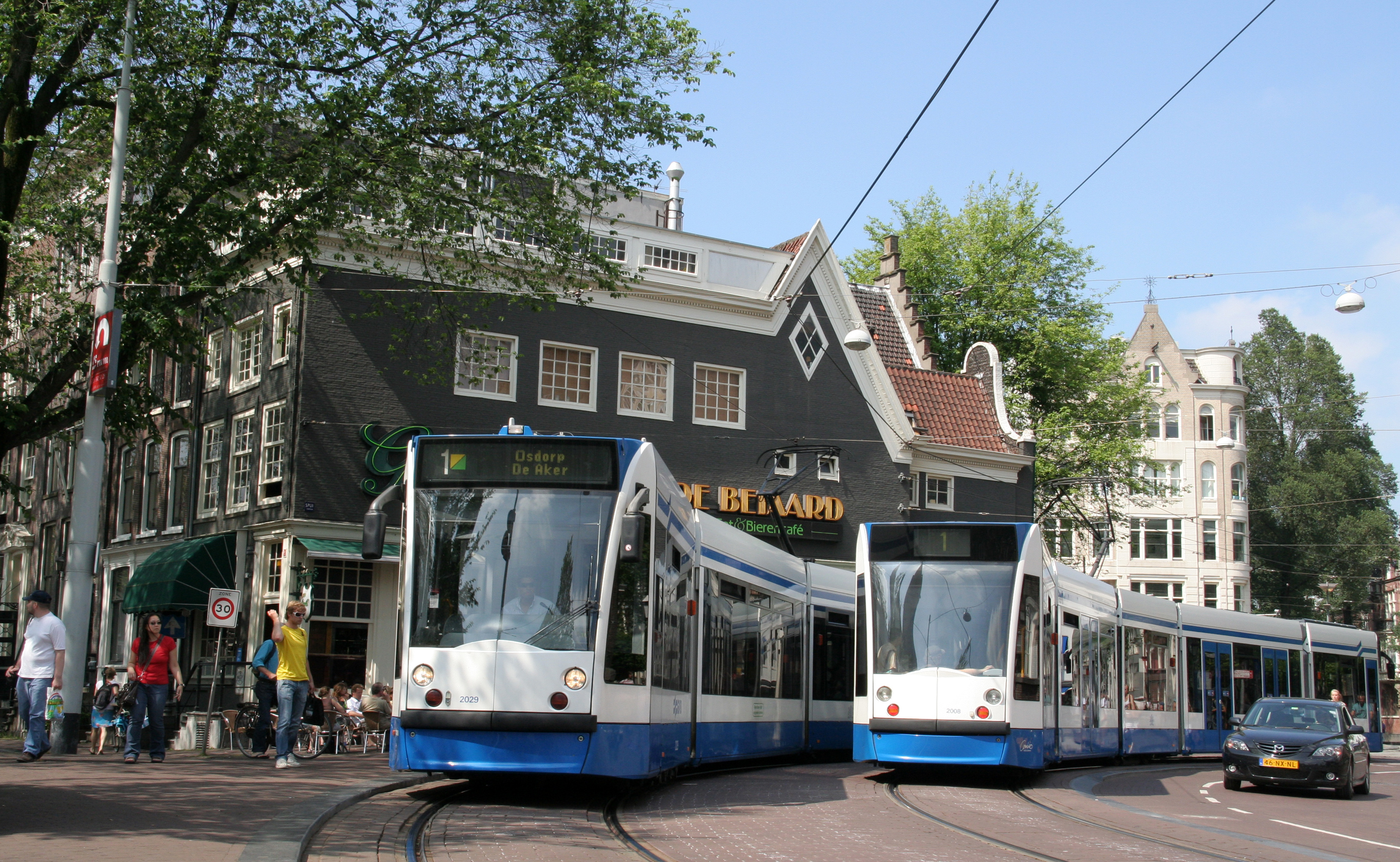
Combino's op het Spui.

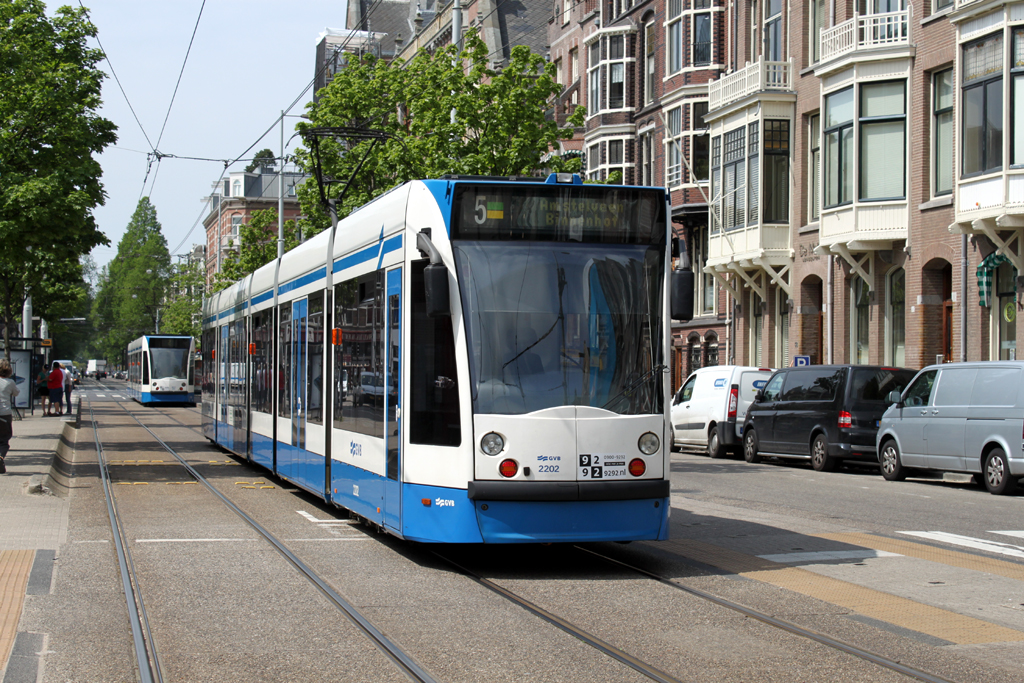
Voornamelijk op lijn 5 doen de vier tweerichting-Combino's dienst. De getoonde "achter"kant is identiek aan de "voor"kant.

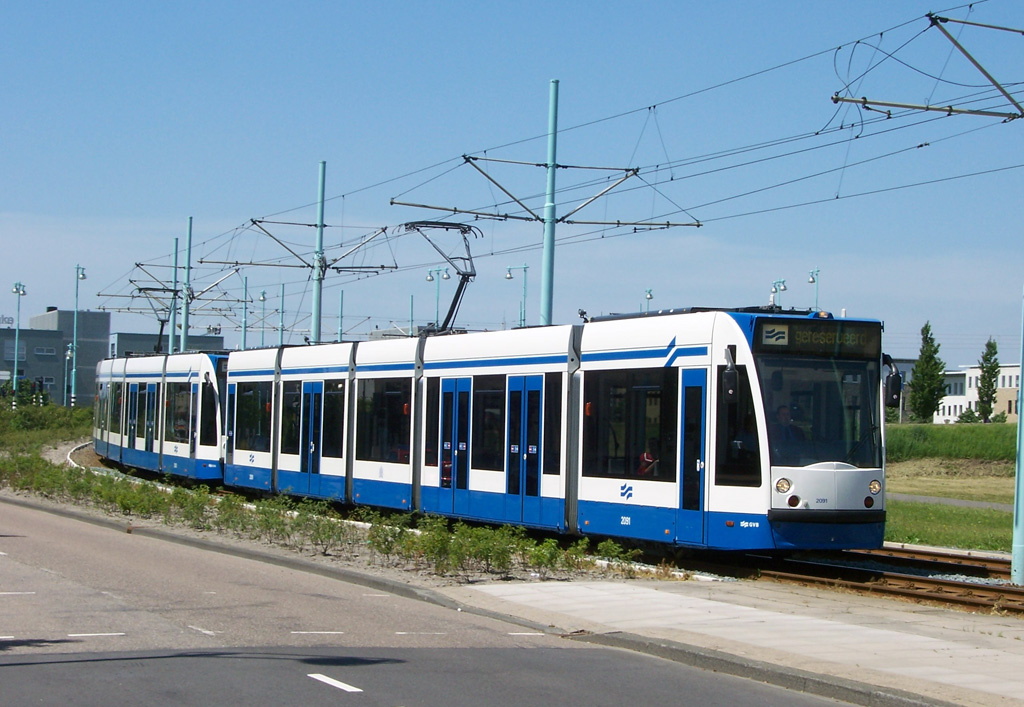
Bij speciale ritten voor het 75-jarige jubileum van de NVBS op 11 juni 2006 werden twee Combino's in treinschakeling ingezet. In de normale dienst vindt dit, behalve op lijn 26, nooit plaats.

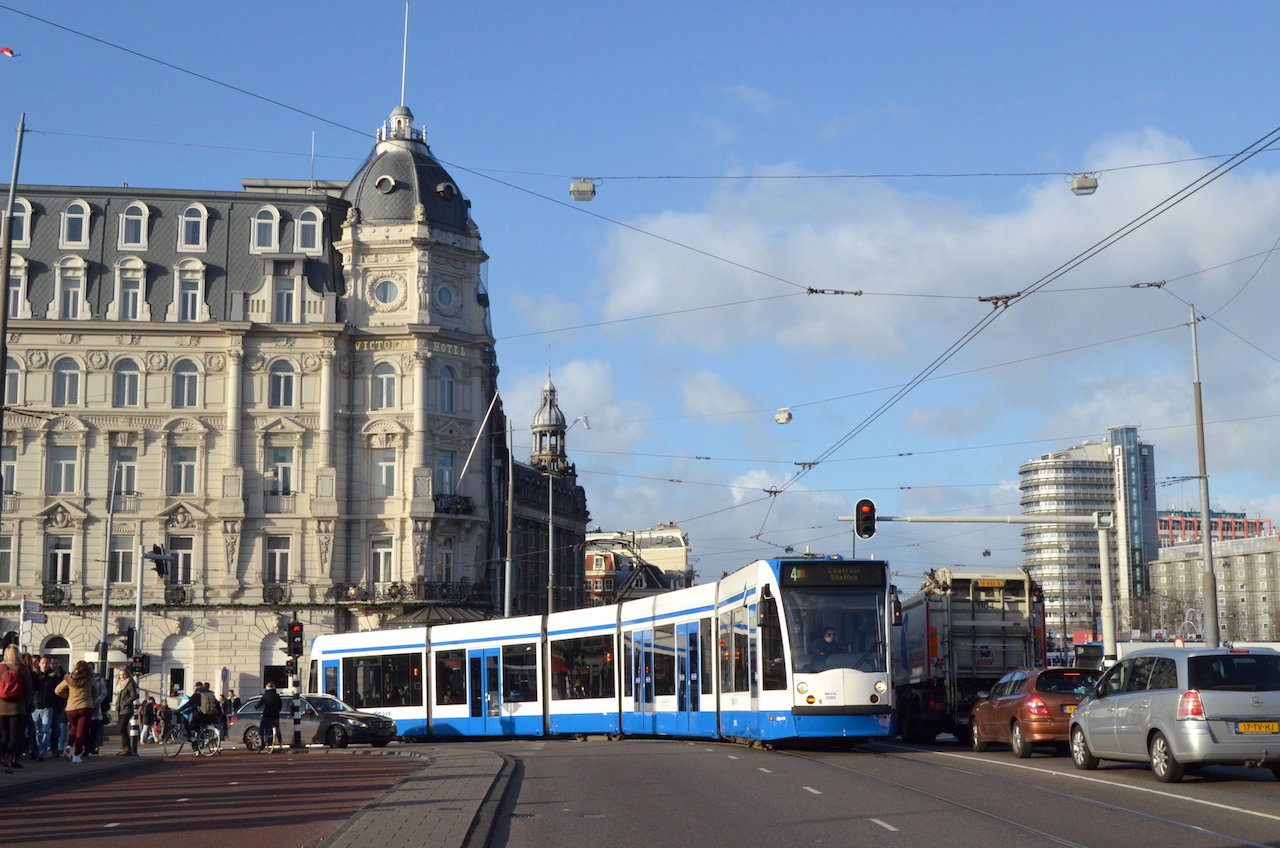
Lijn 4 op de Nieuwe Brug bij het Victoria Hotel tegenover het Centraal Station van Amsterdam; 31 december 2015.

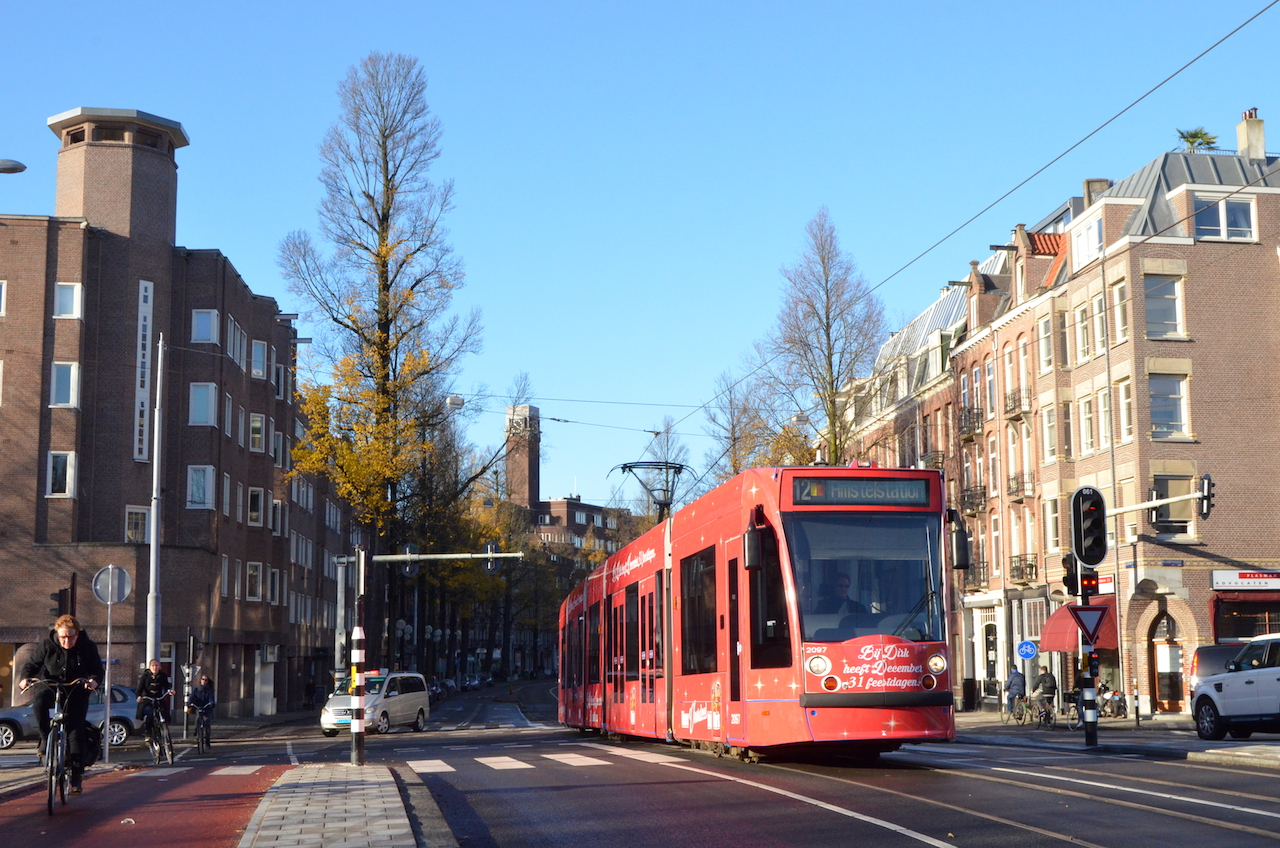
Sinds 2015 zijn er diverse Combino's beplakt met reclame, zoals de rode 2097, op lijn 12 op de Ceintuurbrug; 31 december 2015.

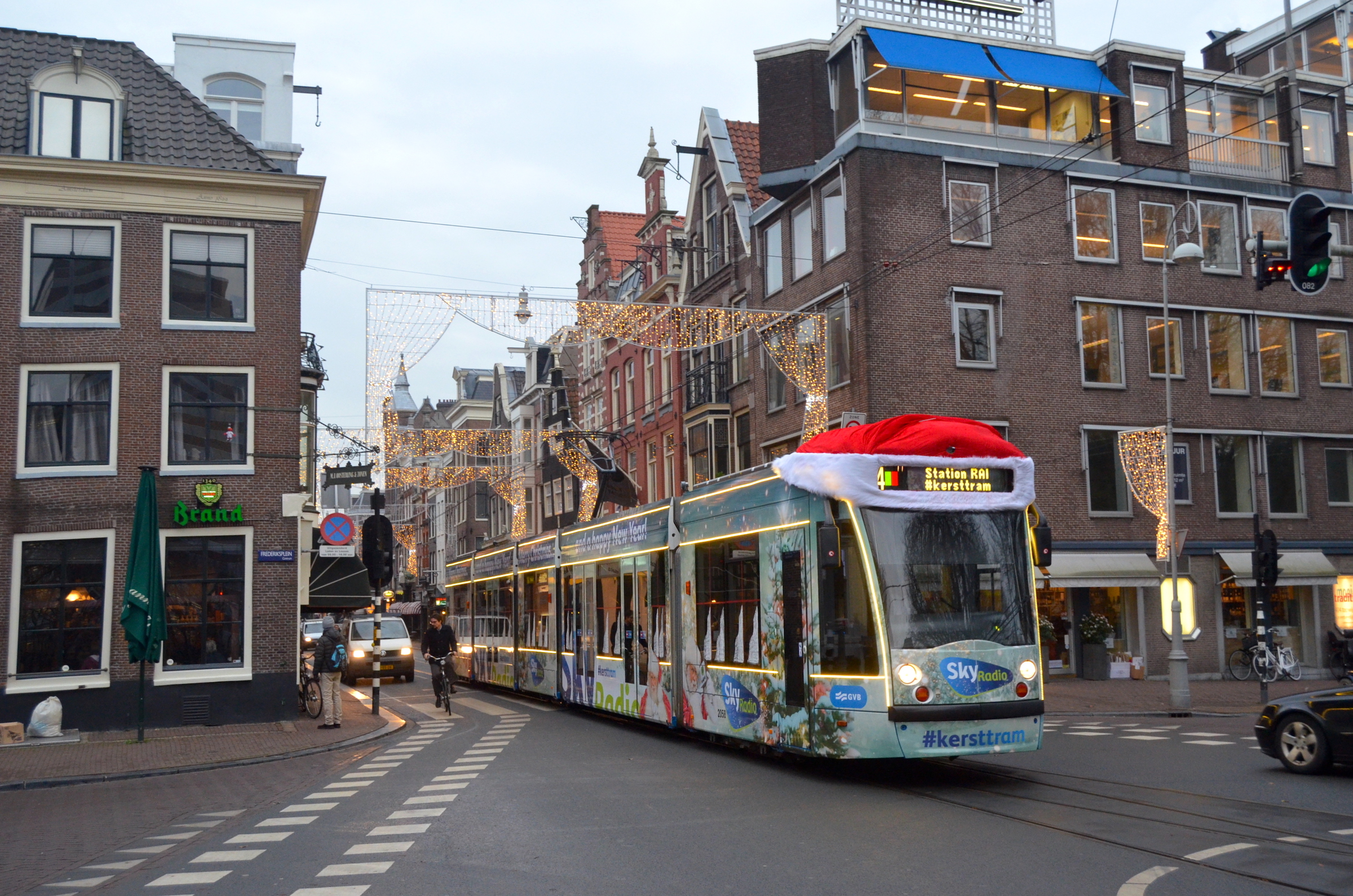
Lijn 4 in de Utrechtsestraat met Combino 2058 uitgedost als 'Kersttram'; 9 december 2014.

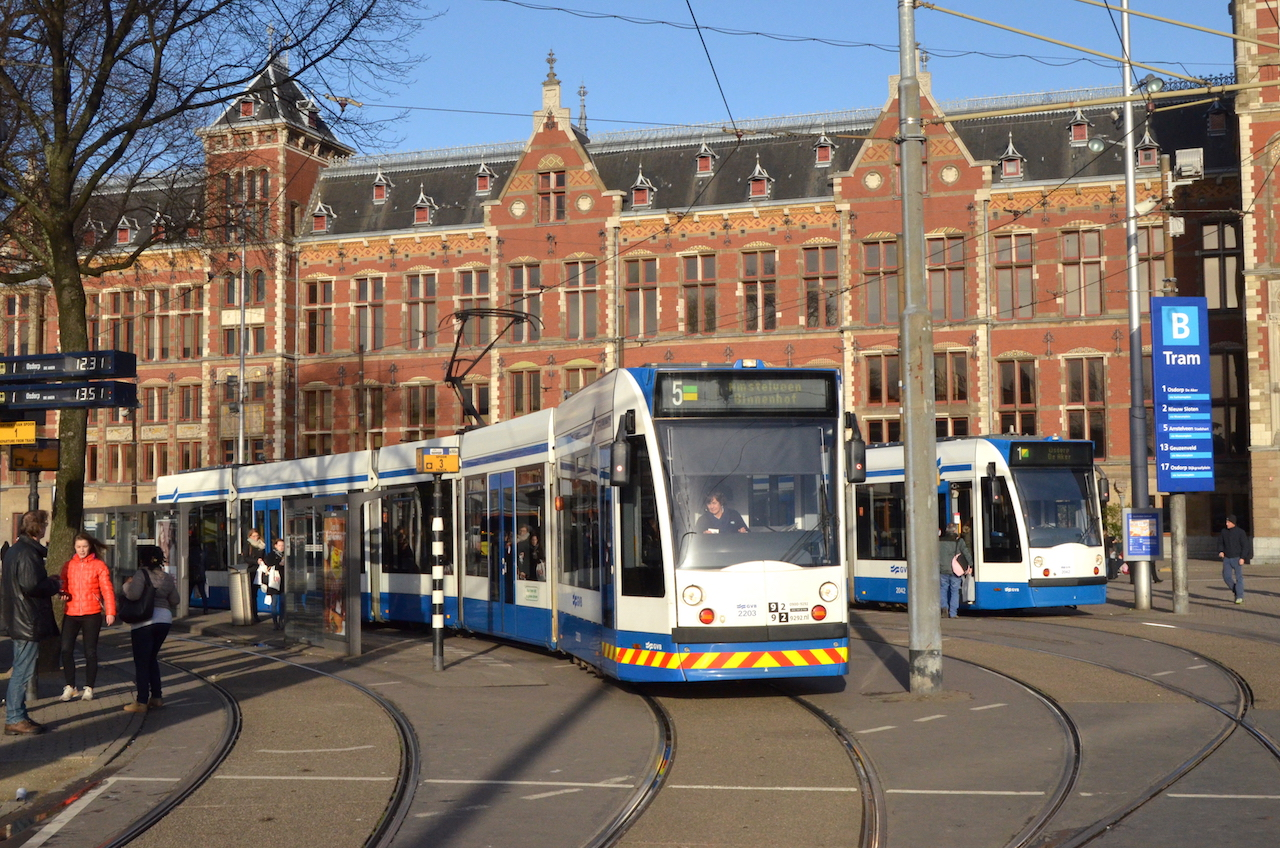
Tweerichting Combino 2203, met schrikstrepen voor de Amstelveenlijn, op lijn 5 op het Stationsplein voor het Centraal Station van Amsterdam; 31 december 2015.

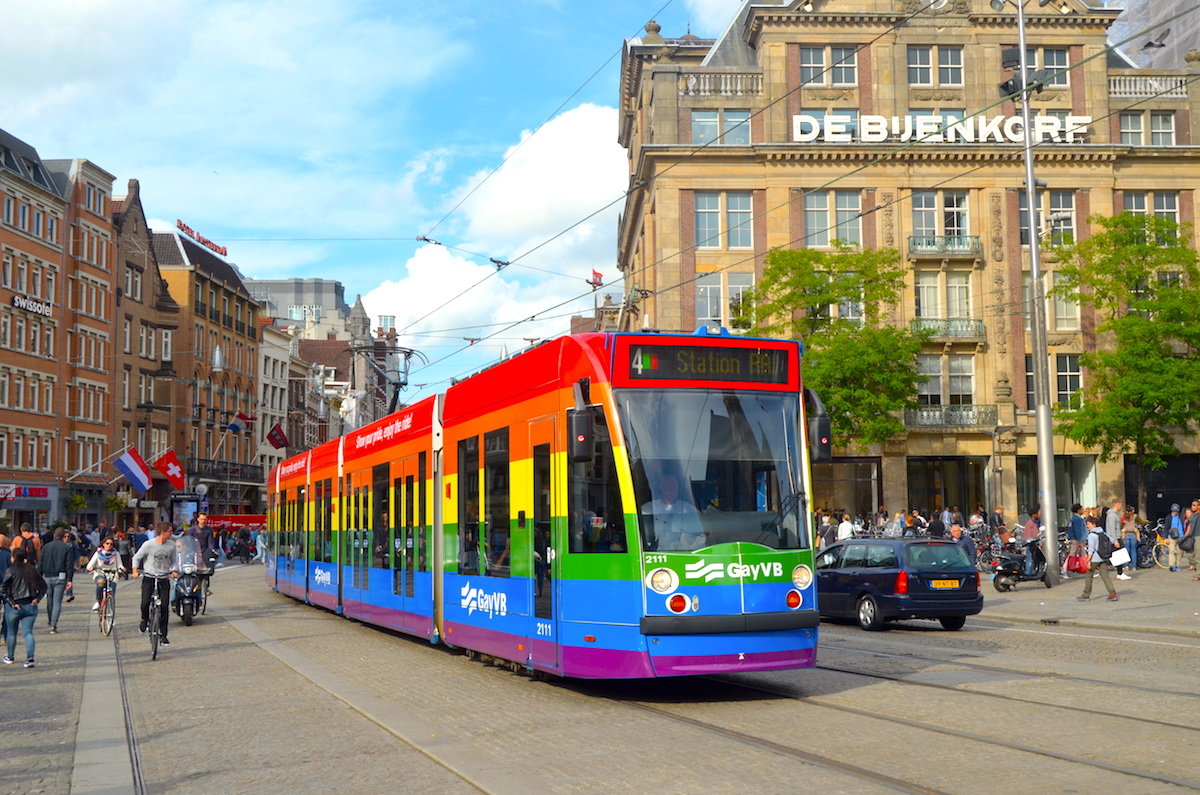
GayVB Combino-tram 2118 in Regenboogkleuren op de Dam; 18 augustus 2017.

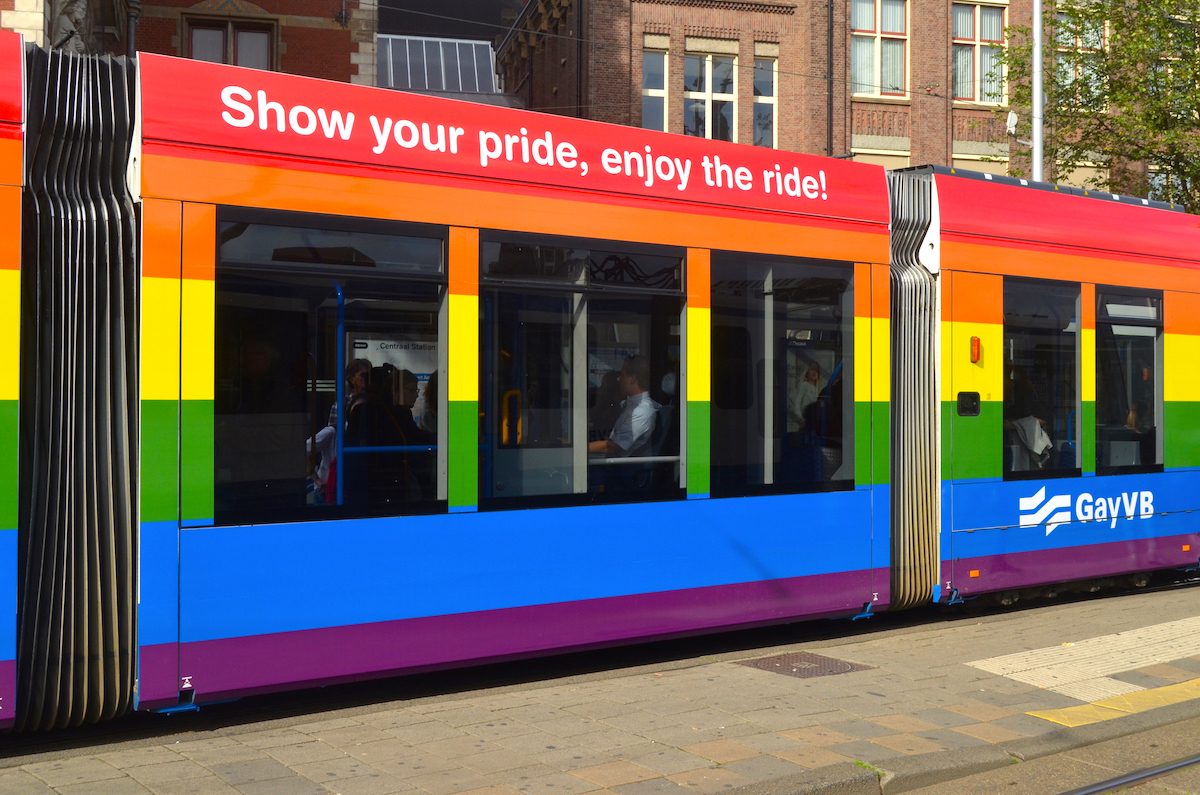
Show your pride op GayVB Combino-tram 2118 in Regenboogkleuren; 18 augustus 2017.

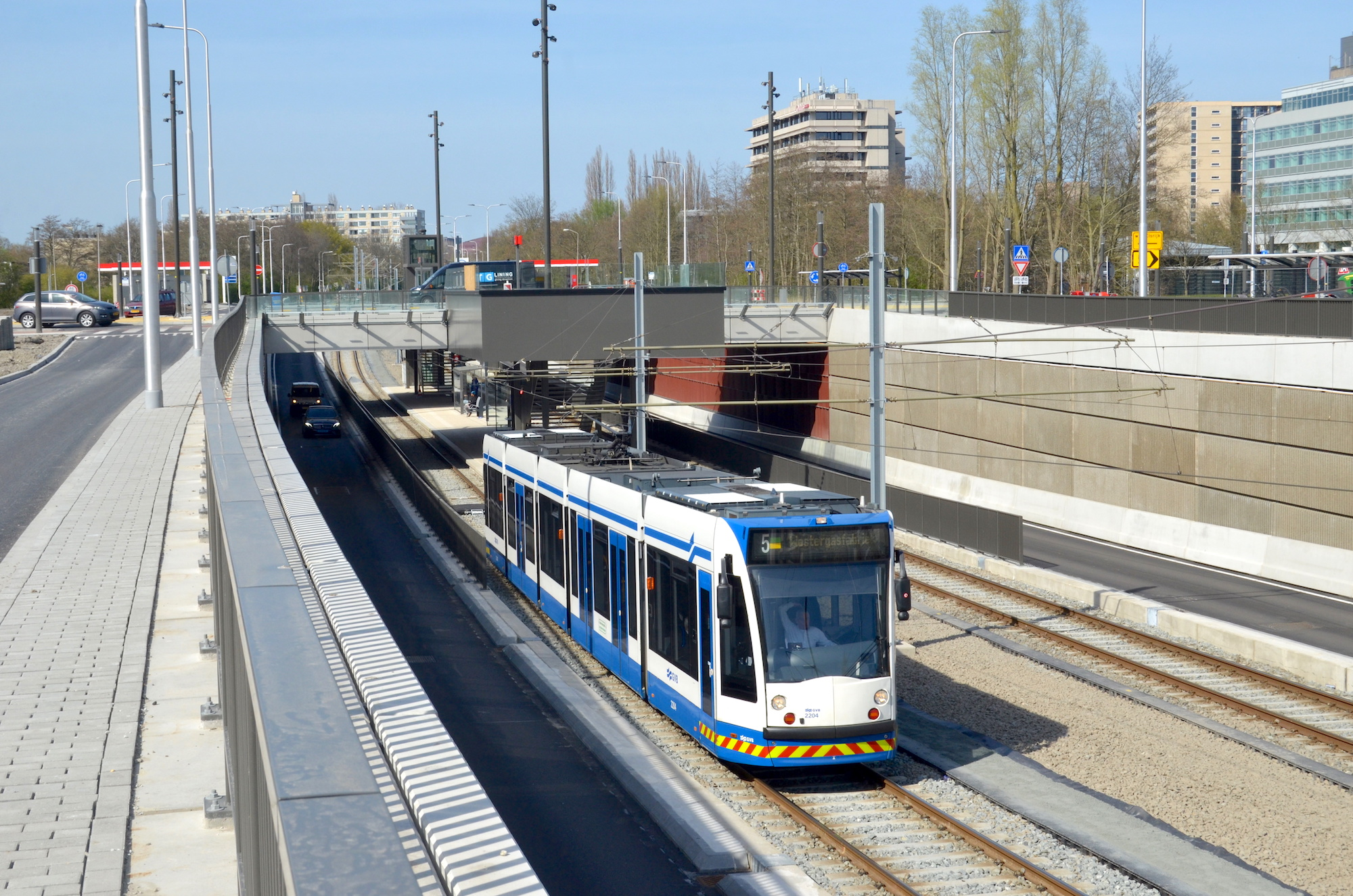
Combino 2204 op tramlijn 5 op de verdiepte halte Kronenburg; 7 april 2020.

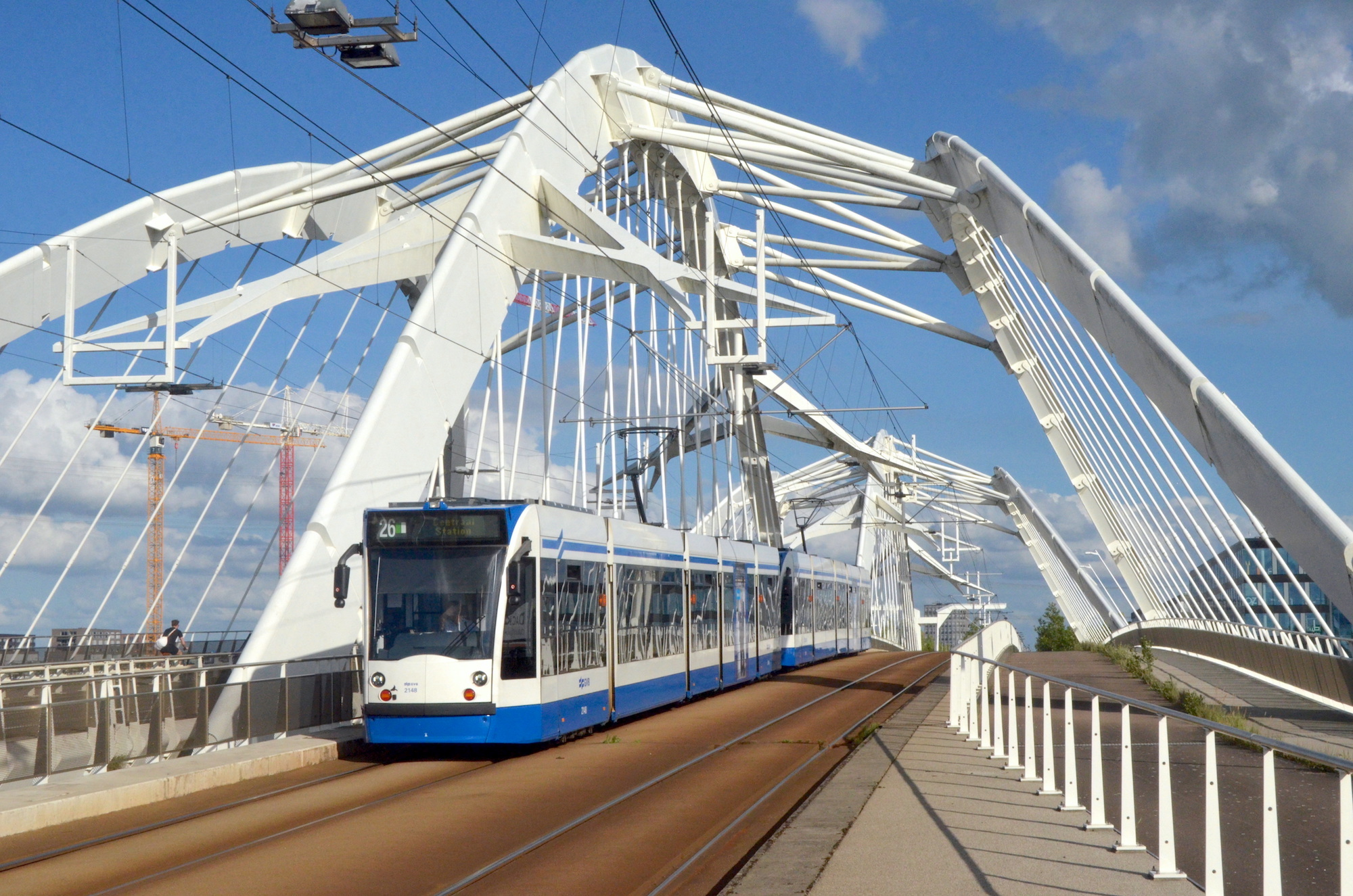
Twee gekoppelde Combino's 2148 + 2147 op lijn 26 op Brug 2001 te IJburg; 20 juli 2020.

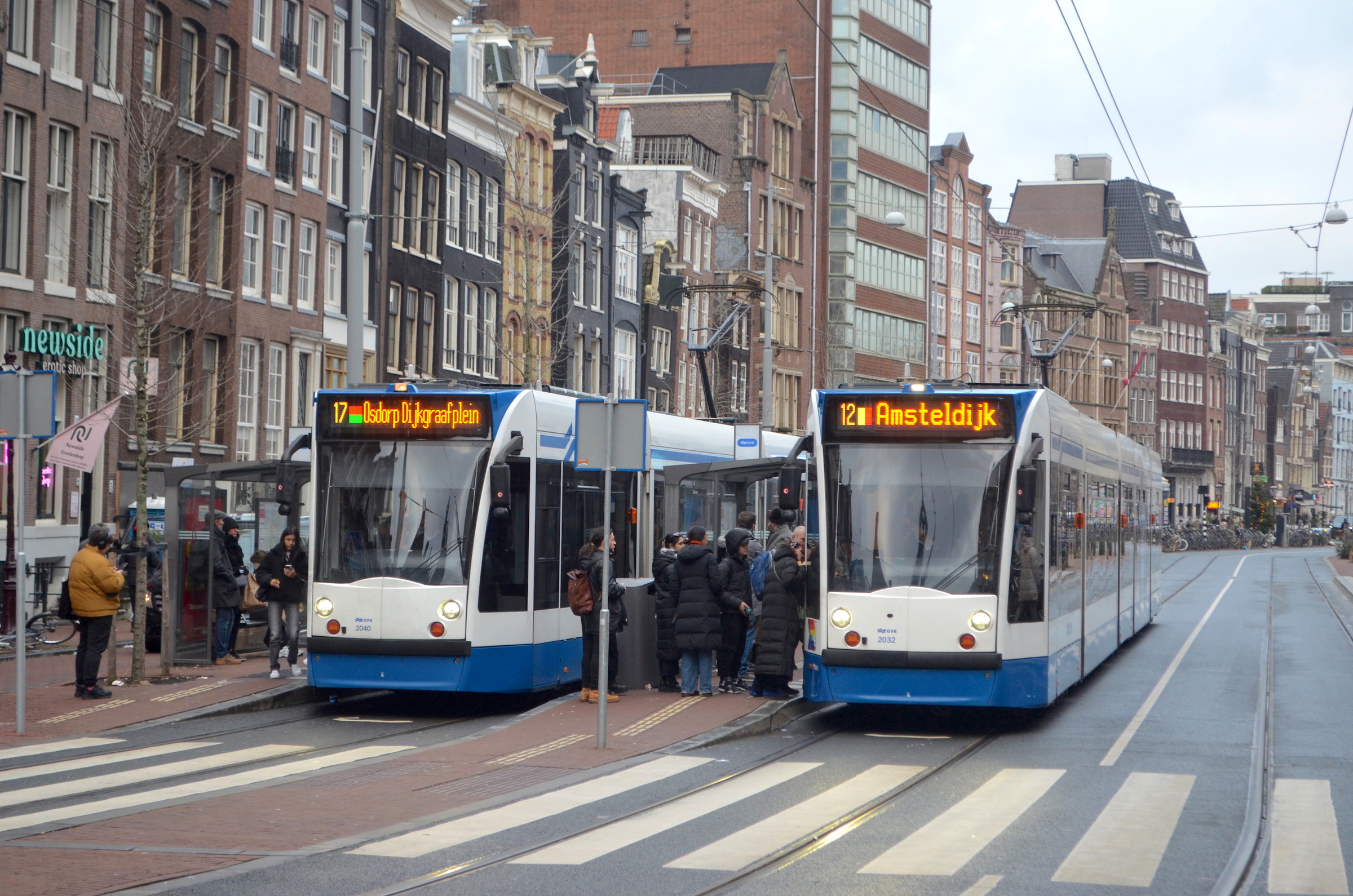
Combino's 2040 op lijn 17 en 2032 op lijn 12 met de vernieuwde digitale lijnnummer-, lijnkleur- en bestemmingsaanduidingen. Halte Dam op de Nieuwezijds Voorburgwal; 6 januari 2024. Foto: Erik Swierstra.

Ten behoeve van een aantal specifieke eisen van de Amsterdamse tram is het basisconcept op een aantal punten aangepast. Vanwege de vele hoge bruggen heeft de Amsterdamse versie een iets hogere vloer dan de standaard-Combino.
Het GVB wilde graag dat de bestuurder van de tram ook plaatsbewijzen kon controleren en verkopen. Omdat de spitse kop van de "eerste generatie" Combino's zich daarvoor niet goed leende, heeft Siemens een plattere kop ontwikkeld, waarbij de trambestuurder wat meer naast de instapdeur zit in plaats van ervoor. Deze kop voldoet geheel aan de eisen van de Arbowet. Exact dezelfde kop hebben ook de Combino's van Poznań, die ook verder geheel overeenkomen met het Amsterdamse type, en die van Ulm. Bij de "tweede generatie" Combino's voor andere steden is een licht gemodificeerd model kop toegepast, waarbij de onderrand van het voorste zijraam in een golfbeweging naar voren omhoog loopt en daardoor aansluit op de onderzijde van het frontvenster. Dat laatste vertoont aan de bovenkant bovendien een lichte ronding die zich voortzet in de kast met lijnnummer en bestemmings-display. Dit nog iets elegantere ontwerp was oorspronkelijk ook bestemd voor de Amsterdamse Combino's, maar werd door de toenmalige directeur André Testa verworpen. In de ontwerpfase werd gedacht aan een extra grote filmkast zoals die bij de Amsterdamse gelede wagens gebruikelijk was, maar daarvan is uit financiële overwegingen afgezien. Op een tekening uit 2000 bij het voorstel tot aanschaf aan de gemeenteraad was te zien hoe de gebruikelijke grote filmkast er uit zou hebben gezien (842 als lijn 26).
De Combino in Amsterdam is vijfdelig (vier geledingen) en is 29,20 meter lang en 2,40 meter breed. In verband met de beperkingen die de wisselplaatsen in de Leidsestraat (route lijnen 12, 2 en 5) opleggen aan de tramlengte, is een van de beide wielloze tussensegmenten korter dan het andere. Daardoor heeft het slechts één stel deuren in plaats van twee. Het gaat hier om het vierde van de vijf tramdelen, namelijk dat waarin (bij de eenrichtingwagens) de conducteurscabine zich bevindt. Behalve bij de voordeur en bij de conducteurscabine zijn poortjes geplaatst om het instappen te verhinderen geplaatst. Ingestapte reizigers lopen hierlangs naar voren of achteren. De controle moet grotendeels tijdens stilstand bij de halte gebeuren, want de opstelruimte van ingestapte reizigers is gering. Daardoor is de haltetijd van Amsterdamse Combino's relatief lang, al heeft de invoering van de OV-chipkaart hierin enige verbetering gebracht. De tweerichting-versie is niet op tweemanbediening ingericht en heeft dan ook geen conducteurscabine. Rond 2016 werd de conducteurscabine vervangen door een open servicebalie. Doet een Combino dienst op lijnen die eenmanbediening hebben, dan blijft de conducteurscabine leeg en is afgesloten met een rolluik.
In 2023 werden de lijn- en bestemmingsaanduidingen aan voor-, zij- en achterzijde vervangen. In plaats van een rolfilm voor de lijnnummer- en lijnkleuraanduiding en de lichtgroene digitale bestemmingsaanduidingen kwamen er nieuwe kasten met digitale oranje cijfers en letters. Ook de lijnkleur aan de voorzijde wordt nu digitaal weergegeven.

## Indienststelling
Op 1 december 2001 werd de Combino met wagennummer 2001 op de Dam aan het publiek gepresenteerd. Vanaf 22 april 2002 werden de Combino's ingezet op lijn 13. Daarna verschenen ze achtereenvolgens op de lijnen 7, 10, 17, 9, 4 en 5. Hierbij werden op deze lijnen naast de Combino's ook nog oudere gelede trams ingezet.
De bouw van de Combino's vond veel sneller plaats dan de aflevering en indienststelling, omdat het GVB door gebrek aan onderdelen en andere problemen de wagens tijdelijk niet afnam. Daarom werden begin 2003 de door Siemens nieuw afgeleverde wagens eerst opgeslagen op een terrein in Moerdijk. Toen de aflevering weer op gang kwam, werd eerst het laagst genummerde, en dus langst aanwezige, exemplaar naar het GVB overgebracht. Pas afgeleverde wagens werden eerst weer opgeslagen. Soms stonden er twintig tot dertig Combino's in Moerdijk te wachten op aflevering.
In 2003 volgde nog indienststelling op de lijnen 3, 25, 12, 14, 2 en 1. Ook hier bleven vooralsnog oudere gelede wagens rijden. Op lijn 16 en 24 verschenen ze alleen als er niet genoeg 12G- of 11G-wagens voorhanden waren. Als laatste verschenen ze op lijn 6, toen deze lijn moest omrijden in verband met aanpassing van de sporen in de Roetersstraat, en op congreslijn 11 indien deze in exploitatie was. In 2005 verschenen de hiervoor speciaal aangepaste 2131-2140 op de nieuwe lijn 26. Alleen op de in september 2002 opgeheven lijn 20 hebben ze nooit dienstgedaan. In 2004 waren er 140 stuks afgeleverd en werd dit type tram op het merendeel van de lijnen ingezet. De laatste oude gelede trams uit de jaren zestig werden toen door Combino's afgelost.

## Problemen

### Rijeigenschappen
De resterende veertien exemplaren wilde het GVB vooralsnog niet afnemen doordat constructiefouten aan het licht gekomen waren. De 2138-2147 werden later door Siemens aan het GVB ter beschikking gesteld om te kunnen worden ingezet wanneer men onvoldoende eigen Combino's dienstvaardig had. Zij bleven eigendom van Siemens. Uiteindelijk werden ze toch door het GVB afgenomen, nadat ze bij Siemens een renovatie hadden gekregen die eveneens bij de laatste vier in 2005 gebouwde exemplaren meteen werd uitgevoerd.
Hoewel de Combino over het algemeen redelijk goed rijdt, vielen de rijeigenschappen in de bogen (bochten) tegen. De tram schudde behoorlijk en de geluidsproductie van de wielen was hoger dan bij de oudere trams. Siemens heeft overwogen de geluidsproductie met antigeluid tegen te gaan. In afwachting hiervan besloot het GVB bij de eindpunten van de tramlijnen smeerinstallaties toe te passen.
Veel klachten waren er ook over de geluidsproductie op de rechte tracés bij ca. 50 km/h, zowel in de tram als langs het spoor. De aangedreven onderstellen van de Combino neigden tot bonken, terwijl het niet-aangedreven middelste wielstel een neiging tot rammelen vertoonde. Verder bleek de Combino o.a. erg gevoelig voor zogenaamde polygoonvorming van de wielen ("vierkante wielen"). Het GVB heeft zich ter bestrijding hiervan een nieuwe wieldraaibank aangeschaft, maar experts vreesden dat daarmee de wielen nog niet frequent genoeg gerond zouden kunnen worden.
In oktober 2004 werd bekend dat veel conducteurs rugklachten opliepen door de stugge vering van de Combino en het extreem uitzwenken van het achterste gedeelte van de tram. Ook was gebleken dat het smeren van bochten niet het verwachte resultaat opleverde. "De trams piepen er vrolijk op los", aldus het AT5-nieuws van zondag 24 oktober 2004. Na de grootscheepse verbouwingen en aanpassingen - als gevolg van de hieronder beschreven constructiefouten - behoren de klachten grotendeels tot het verleden.

### Constructiefout
In het najaar van 2003 werden scheuren in de constructie ontdekt. De constructie van het dak bleek in de buurt van de geledingen te scheuren. In maart 2004 maakte Siemens bekend dat van trams met meer dan 120.000 kilometer op de teller de veiligheid niet kon worden gegarandeerd. In wat al snel de "Combino-crisis" ging heten, werd aan de Combino-gebruikers verzocht die trams tijdelijk uit dienst te nemen. In Augsburg, Düsseldorf, Erfurt, Freiburg im Breisgau, Nordhausen, Potsdam, Bazel en Hiroshima werden de Combino's meteen uit de dienst genomen. In Amsterdam was dat op dat moment nog niet nodig.
Het probleem was ontstaan doordat de constructie niet sterk genoeg was voor de grote krachten die op trams zonder draaistellen inwerken. Siemens was bij het ontwerp bij vergissing uitgegaan van de krachten die inwerken op gewone trams, mét draaistellen. Volgens de Duitse krant Junge Welt van 23 april 2004 was de constructiefout niet meer te herstellen en zou de productie worden stopgezet.
Op 18 mei 2004 maakte het Duitse dagblad Rheinische Post bekend dat Siemens een geheel nieuwe tram zou ontwikkelen. De bestaande Combino's zouden worden gesloopt. De motoren en wielconstructies hiervan konden worden hergebruikt. Een en ander zou volgens de Rheinische Post in een interne brief van Siemens staan. Siemens ontkende dat de ontwikkeling van een nieuwe tram noodzakelijk zou zijn. In verband met schadeclaims diende Siemens over het boekjaar 2004 aanmerkelijke voorzieningen te treffen, als gevolg waarvan het bedrijfsresultaat van de divisie Transportation Systems uitkwam op € -434 miljoen.

### Haarscheuren
In juni 2004 bereikten de oudste Amsterdamse Combino's de 120.000 kilometergrens. Deze trams zijn toen buiten dienst gesteld. Eerder al hadden technici van Siemens bij twee van de oudste Amsterdamse Combino's haarscheuren ontdekt in de deurstijlen. Eind april maakte het GVB bekend de laatste veertien nog te leveren Combino's voorlopig niet te zullen afnemen. Siemens experimenteerde in Amsterdam bij Combino 2091 met meesturende wielen. In september 2004 bleek dat 32 van de 48 oudste Combino's scheuren in de bodemplaat hadden. Siemens heeft deze trams tijdelijk opgelapt. In een interview met AT5 op 23 december 2004 gaf wethouder Hester Maij aan dat het onverstandig was geweest om in een keer 155 trams van hetzelfde type te kopen. Ze was geschrokken van de mededeling dat de Combino de minimale levensduur van dertig jaar bij lange na niet zou halen.

### Herstelprogramma
Een structurele oplossing voor de constructiefout werd eind september 2004 aangekondigd. Alle Amsterdamse Combino's werden naar de fabriek in Duitsland teruggebracht voor reparaties en versterking van de constructie. De twee jaar durende hersteloperatie ging in april 2005 van start. In oktober van dat jaar werden de eerste vijf verbeterde Combino's aan de pers gepresenteerd. In de zomer van 2008, dus niet twee maar drie jaar later, was het verbeterprogramma voor alle Combino's afgerond. Daartoe waren er telkens circa tien trams aan de dienst onttrokken. Vanaf dat moment waren in principe alle 155 Amsterdamse trams van dit type voor de tramdienst beschikbaar. Ook in de genoemde buitenlandse steden is het verbeterprogramma inmiddels afgesloten.

### Roestvorming
In 2017 bleek dat de inmiddels vijftien jaar oude Combino's lijden aan ernstige roestvorming in de vloeren en lekkende daken. Bij inspectie is gebleken dat corrosie is aangetroffen in de vloeren en de kit waarmee de verschillende delen zijn bevestigd, begint los te laten. Voor extra onderhoud om bij alle 151 Combino's dit probleem te herstellen moest het GVB 20 miljoen euro reserveren. Er was overleg met de fabrikant Siemens nodig wie er opdraait voor de kosten.

## Gekoppelde Combino-trams
Vanaf het begin is voorzien dat er ooit gekoppelde Combino-trams, met een totale lengte van 60 meter, zouden worden ingezet. Vijftien jaar na de opening van de tram naar IJburg was het zover. De toenemende drukte leidde er toe dat van deze mogelijkheid gebruik gemaakt ging worden. Hiervoor moest wel de vijftien jaar oude software van de Combino's worden vernieuwd. Vanaf juli 2020 worden er enkele gekoppelde Combino-trams ingezet op lijn 26 ter vergroting van de vervoercapaciteit. In een gekoppeld stel zit een bestuurder en één conducteur, alleen in de tweede wagen. Vanaf begin oktober werd het aantal gekoppelde stellen langzamerhand uitgebreid totdat de hele dienst sinds 26 oktober 2020 hiermee op drukke tijden kan worden uitgevoerd. Omdat de frequentie in de spitsuren is verlaagd van 4 minuten naar 6 minuten is de reizigerscapaciteit van lijn 26 ongeveer anderhalf keer zo groot geworden.

## Combino reclametrams
In 2013 reed als eerste de 2033 beplakt met het thema Troonswisseling in Nederland (2013) (rood-wit-blauw-goud). Sindsdien worden regelmatig Combino-trams met totaalreclames beplakt, die vaak na enkele weken wisselen. Hierdoor rijdt een aantal Combino's in steeds wisselende bonte kleurencombinaties. Vanaf 1 mei 2015 verzorgt JCDecaux de bestickering van 15 Combino reclametrams uit de reeks 2085-2099.

## Huidige inzet
Voor de inzet zijn de Combino’s zijn de volgende locaties en series te onderscheiden:
- Remise Havenstraat:
  - De 2001-2130 rijden op de lijnen 1, 2, 7, 13, 17, 27 en aanvullend op lijn 24.
  - De tweerichtingtrams 2201, 2203 en 2204 worden meestal ingezet op lijnen zonder conducteur (lijn 5,[7] 19 en 24). Soms rijden ze op andere lijnen. Ze zijn inzetbaar op lijn 26, maar dat is in de normale dienst nog nooit voorgekomen.
- Remise Lekstraat
  - In verband met het onderhoud, dat in de Havenstraat plaatsvindt, is er geen sprake (meer) van een vaste verdeling tussen de remise Havenstraat en de remise Lekstraat en worden de wagens 2001-2130 die in de Lekstraat staan gestald regelmatig uitgewisseld met de Havenstraat en ingezet op de lijnen 3, 4, 12 en 14 en aanvullend op lijn 19.
- Stalling Zeeburgereiland:
  - 21 eenrichtingtrams (2131-2151) en de tweerichtingstrams 2201-2204 zijn geschikt om te worden ingezet op lijn 26 richting IJburg. Deze lijn loopt door de Piet Heintunnel, waarin een eenvoudige vorm van ATB verplicht is. Deze trams zijn daarmee uitgerust. De 2131-2151 zijn tevens voorzien van fietsenrekken voor het vervoer van twee fietsen. Daarvoor zijn twee zitplaatsen opgeofferd. Vanaf oktober 2020 worden 2131-2150 ingezet als koppelstellen waarbij per wagen één alberkoppeling voor of achter aanwezig is. Oorspronkelijk reden de even wagennummers voorop en een lager oneven wagennummer achterop maar daarvan is men afgestapt. Dit was nodig omdat het hoogste wagen nummer als master (hoofdwagen) werd gezien door de software, maar na een softwareaanpassing is dit niet meer nodig. Alleen op de achterste wagen rijdt een conducteur mee. De 2001-2021 zijn geschikt gemaakt om als tweede wagen te worden ingezet. De wagens die niet benodigd zijn op lijn 26 worden elders ingezet.

## Buitendienststelling
Op 5 januari 2024 reed tweerichtingwagen 2202 voor het laatst in dienst. De wagen ging als plukstel dienen. De A-bak is gebruikt om de zwaar beschadigde A-bak van de 2084 te vervangen. Hiermee is de 2202 de eerste Amsterdamse Combino die, na ruim 21 jaar, buiten dienst gesteld is.